# Cenopalpus abaii
Cenopalpus abaii är en spindeldjursart som beskrevs av Khosrowshahi och Arbabi 1997. Cenopalpus abaii ingår i släktet Cenopalpus och familjen Tenuipalpidae. Inga underarter finns listade i Catalogue of Life.